# Poznań Challenger 1992
Il Poznań Challenger 1992 è stato un torneo di tennis facente parte della categoria ATP Challenger Series nell'ambito dell'ATP Challenger Series 1992. Il torneo si è giocato a Poznań in Polonia dal 27 luglio al 2 agosto 1992 su campi in terra rossa.

## Vincitori

### Singolare
Sláva Doseděl ha battuto in finale  Daniel Vacek con il punteggio di 6–4, 3–6, 7–6

### Doppio
Tomasz Iwanski /  Dick Norman hanno battuto in finale  Sergio Cortés /  Vicente Solves con il punteggio di 4–6, 6–3, 6–2